# Божу (Клуж)
Божу (рум. Boju) насеље је у Румунији у округу Клуж у општини Кожокна. Oпштина се налази на надморској висини од 428 m.

## Становништво
Према подацима из 2002. године у насељу је живело 554 становника.

### Попис2002.
| Расподела становништва по националности 2002.‍ | Расподела становништва по националности 2002.‍ | Расподела становништва по националности 2002.‍ | Расподела становништва по националности 2002.‍ | Расподела становништва по националности 2002.‍ |
| --------------------------------------------- | --------------------------------------------- | --------------------------------------------- | --------------------------------------------- | --------------------------------------------- |
|                                               |                                               |                                               |                                               |                                               |
| Румуни                                        | Румуни                                        |                                               | 547                                           | 98,7%                                         |
| Мађари                                        | Мађари                                        |                                               | 7                                             | 1,3%                                          |